# 1992 dans la police
Cet article présente les faits marquants de l'année 1992 dans la police.

## Évènements
- 1er janvier : Généralisation des brigades anti-criminalité (BAC) sur l'ensemble de la France.
- 29 avril : Début des émeutes à Los Angeles, aux États-Unis, à la suite de l'acquittement de quatre officiers de police blancs accusés d'avoir passé à tabac un automobiliste noir américain. Les émeutes durent six jours et provoquent plus de 50 morts.
- 2 octobre : massacre de Carandiru, 111 prisonniers tués après un assaut dirigé par la police militaire lors d'une mutinerie à la prison de Carandiru à São Paulo au Brésil.